# Megalohypha
Megalohypha är ett släkte av svampar. Megalohypha ingår i familjen Aliquandostipitaceae, ordningen Jahnulales, klassen Dothideomycetes, divisionen sporsäcksvampar och riket svampar.
|             | Patescospora                              |
|             |                                           |
|             | Xylomyces                                 |
|             |                                           |
|             | Brachiosphaera                            |
|             |                                           |
|             | Aliquandostipite                          |
|             |                                           |
|             | Jahnula                                   |
|             |                                           |
|             | Manglicola                                |
|             |                                           |
|             | Ascagilis                                 |
|             |                                           |
| Megalohypha | \| \| Megalohypha aqua-dulces \| \| \| \| |
|             | \| \| Megalohypha aqua-dulces \| \| \| \| |
|             | Megalohypha aqua-dulces                   |
|             |                                           |

|  | Megalohypha aqua-dulces |
|  |                         |